# Kivijärvi
Kivijärvi is een gemeente in de Finse provincie West-Finland en in de Finse regio Centraal-Finland. De gemeente heeft een landoppervlakte van 483,96 km² en telt 1.064 inwoners (2022).